# نايف حواتمة
نايف حواتمة (ولد في نوفمبر 1935 م في السلط) سياسي أردني يشغل منصب الأمين العام للجبهة الديمقراطية لتحرير فلسطين التي أسسها سنة 1969م. يعتبر واحدًا من أبرز قادة الرعيل الأول في الثورة الفلسطينية المعاصرة، وفي منظمة التحرير الفلسطينية من المناهضين لاتفاقية أوسلو.

## حياته
ولد نايف حواتمة في تشرين الثاني 1938، تابع دراسته الثانوية في كلية الحسين (عمان، الأردن)، وبدأ دراسته الجامعية في كلية الطب / جامعة القاهرة وتوقف في منتصف الطريق لاعتبارات سياسية ووطنية، وبذا انقطع عن الدراسة الجامعية نحو عشرة سنوات، ثم استأنفها في الفلسفة وعلم النفس بجامعة بيروت العربية، وفي موسكو حتى الحصول على الدكتوراه، وكانت أطروحته في الدكتوراه تحت عنوان:
«التحولات في صفوف الحركة القومية، من حركة وطنية عامة إلى حركة يسارية» والدراسة في موسكو أخذت طابع الانتساب وليس طابع الدوام النظامي.
تأثر بشخصية ودور الزعيم الكبير جمال عبد الناصر بعد النكبة القومية الكبرى 1948، حيث يعتبره حواتمة الشخصية الألمع والأكثر تأثيراً في المنطقة وشعوبها ابان سنوات حياته في مصر والوطن العربي والعديد من العالم الثالث، وكان عضوا في نادي اسره القلم وهو من أوائل الأندية المعنية بالثقافة بالشرق الأوسط الذي انضم إليه بعد تأسيسه على يد مقبل مومني وكوكبه من كبار الشخصيات الثقافية انا ذاك،

## نشاطه السياسي
انتمى حواتمة إلى حركة القوميين العرب التي نشأت كرد فعل مباشر على هزيمة العرب ونكبة فلسطين، وكان لا يتجاوز عمره حينها الستة عشر عاماً، وتحمّل المسؤولية الكاملة التنظيمية عن قيادة حركة القوميين العرب في الأردن والضفة الغربية بعد الانقلاب على حكومة سليمان النابلسي الوطنية في الأردن في نيسان 1957 م، ولم يكن قد تجاوز التاسعة عشرة من العمر، وفي شباط 1958 كان هناك ضرورة للاختفاء وللحياة التنظيمية السرية بعدما تعرضت الحركة للملاحقة في الأردن، وتم الاختفاء الكامل لفترة ليست قصيرة وهنا صدر حكم الإعدام الأول على نايف حواتمة في الأردن وتم اعتقال عدد من أشقائه لفترات طويلة.
بفعل التداعيات المتلاحقة دخل حواتمة سراً إلى دمشق ومنها إلى طرابلس في لبنان على رأس قافلة مسلحة مشياً على الاقدام من حمص السورية، حيث ساهم في ثورة 1958 على رأس كوادر وأعضاء حركة القوميين العرب ضد مشاريع كميل شمعون لجلب القوات الأمريكية ومشروع ايزنهاور إلى لبنان وشكل جبهة قتال مشتركة مع الرئيس رشيد كرامي وحزبه حركة التحرير العربية ومع أحزاب البعث في شمال لبنان ولاحقاً انتقل إلى بغداد (بعد ثورة 14 تموز / يونيو 58 وبعد رحيل شمعون والمصالحة بين اطراف الصراع المسلح في لبنان) في إطار الحركة القومية وتحمّل هناك المسؤولية الكاملة عن أوضاع حركة القوميين العرب في العراق، وهناك تم الاعتقال الأول لحواتمة «14 شهراً» في الصراع ضد دكتاتورية عبد الكريم قاسم، وتجاور في سجنه مع عدد من الشخصيات التي لعبت دوراً لاحقا في حياة العراق مثل عبد السلام عارف، أحمد حسن البكر، صالح مهدي عماش، علي صالح السعدي، عبد الكريم فرحان، صبحي عبد الحميد، عبد العزيز العقيلي، عبد الهادي الراوي، طاهر يحيى والعديد من أبرز القيادات العسكرية والسياسية التي لعبت أدوارا هامة في حياة العراق منذ ثورة تموز 1958، إلى أن خرج من سجون دكتاتورية عبد الكريم قاسم ومعه الأسماء السابقة يوم 8 / 2 / 1963 بعد انقلاب البعث الأول المتحالف مع عبد السلام عارف. وأصدر صحيفة «الوحدة» التي عاشت نحو (27) يوما ثم أغلقت على يد نظام البعث في العراق، وتم الاعتقال الثاني في عهد ائتلاف عارف مع البعث بسبب ما كان يصدر عن الصحيفة وعن حركة القوميين العرب في العراق والتي كان حواتمة قائدها. ومن ثم أبعد إلى مصر ومنها إلى لبنان. حيث صدر حكم إعدام آخر بحقه بعد إبعاده من العراق بفترة غير قصيرة [ راجع كتاب العميد الركن عبد الكريم فرحان «حصاد ثورة» تجربة العراق 58 – 64. عضو لجنة قيادة ضباط ثورة 14 تموز 58، وزير الثقافة والإرشاد. وكتاب هاني الفكيكي عضو قيادة بعث العراق «اوكار الهزيمة – تجربتي في حزب البعث». وكتاب محمد جمال باروت «حركة القوميين العرب – النشأة / التطور، المصير» – المركز العربي للدراسات الاستراتيجية / دمشق ].
يعتبر حواتمة أحد أبرز أقطاب اليسار الناشئ في الحركة القومية الحديثة (في اقطار المشرق العربي) حيث قاد الجناح الديمقراطي الثوري في صفوفها، وفي اليمن ساهم في معركة تحريره من الاحتلال البريطاني وساهم بإعداد برنامج المؤتمر الرابع لسلطة اليمن الجنوبي بعد الاستقلال مباشرة وأصدر كتاب «أزمة الثورة في الجنوب اليمني» الذي طرح برنامج جديد للثورة في مجرى الصراع الدائر بين اليسار واليمين في السلطة وحزب الجبهة القومية الذي قاد حرب التحرير من الاستعمار البريطاني، وتحول الكتاب إلى مرجعية لليسار الوطني في اليمن الذي استلم السلطة بعد هزيمة الجناح اليميني في الجبهة القومية والجيش. وبعد هزيمة العام 1967 وانفتاح افق الثورة الفلسطينية رداً على الاحتلال الإسرائيلي، وجواباً بديلاً عن هزيمة الأنظمة العربية، انتقل للعمل في ساحة الصراع الساخنة وفي إطار فروع الحركة القومية في فلسطين والأردن. وفي مؤتمر آب / 1968 المشترك للتيارين اليساري الديمقراطي واليميني التقليدي في ائتلاف الجبهة الشعبية لتحرير فلسطين (فرع القوميين العرب الفلسطيني – الأردني) قدم نايف حواتمة التقرير السياسي والتنظيمي وتقرير المهمات والعمل، حيث نجح حواتمة في لعب الدور المحوري وتطوير دور ووزن الجناح اليساري في إطار الحركة القومية. وعند الارتداد عن نتائج مؤتمر آب / 1968 واستخدام أشكال من القوة والعنف، أعلن حواتمة استقلال التيار اليساري تحت اسم الجبهة الديمقراطية لتحرير فلسطين في 22 شباط 1969.
ومنذ ذلك الحين تحولت الجبهة الديمقراطية تحت زعامة حواتمة إلى فصيل أساسي ورئيسي في إطار ائتلاف منظمة التحرير وفي إطار الثورة والشعب الفلسطيني، ولعبت دوراً أساسياً في صياغة برامج ومهمات الثورة والمنظمة وفي حياة الكفاح الوطني الفلسطيني ومعارك الدفاع عن الثورة والمنظمة والشعب في الأرض المحتلة كما في الأردن وفي لبنان بالمراحل الزمنية المختلفة وفي إطار الانتفاضة والعمل الجماهيري والشعبي ضد الاحتلال والاستيطان.
وفي أيلول / سبتمبر 1970 قامت السلطة الأردنية بالحرب الشاملة على المقاومة الفلسطينية، وأصدرت بياناً خاصاً بإلقاء القبض على حواتمة حياً أو ميتاً وأعلنت رصد مبلغ كبير لمن يقوم بذلك، وكان هذا حكم الإعدام الثاني على يد السلطة الأردنية.
وهو أول من قدم لمنظمة التحرير برنامجها الوطني الواقعي المرحلي عام 1973 وخاض في إطار الشعب الفلسطيني والمنظمة والجبهة الديمقراطية معركة البرنامج الوطني الذي أصبح بعد سنوات من طرحه برنامج الشعب والثورة والمنظمة في الدورات المتتالية للمجلس الوطني منذ حزيران / جوان 1974 وأدخل مجموعة التطورات اللاحقة على الفكر السياسي الفلسطيني المعاصر [ راجع كتاب باروت المشار له، كتاب د. ماهر الشريف «البحث عن كيان»، كتاب تطور الفكر السياسي الفلسطيني/ فيصل حوراني، الكيانية الفلسطينية / عيسى الشعيبي، مذكرات خالد الفاهوم].
أصيب نايف حواتمة بإصابات طفيفة في العام 2012 بعبوة ناسفة بالقرب من مقر مكتبه في دمشق في خضم الأزمة السورية، علما بأن العبوة لم تكن تستهدفه بل كانت موجهة إلى مقر لحزب البعث بالقرب من مكتبه.

### الحل بالمفاوضات
كما أن حواتمة كان أول قائد فلسطيني دعا بوضوح إلى حل يقوم على أساس قرارات الأمم المتحدة والتسوية السياسية والتفاوض مع الإسرائيليين عملاً بقرارات ومرجعية الشرعية الدولية، ووجه بهذا الصدد النداء الأول من مسؤول فلسطيني لمجموع الإسرائيليين على صفحات يديعوت أحرنوت وعدد من الصحف الدولية كالواشنطن بوست، لا سوار البلجيكية، اللوموند الفرنسية، النهار البيروتية في لبنان / أبريل 1974. حيث دعاهم للاعتراف بحق الشعب الفلسطيني بالعودة وتقرير المصير والاستقلال ودعاهم بالعبارة التالية «تعالوا لنحول السيوف إلى مناجل». وذلك في إطار سلام شامل متوازن يقوم بالاعتراف بحق الشعب الفلسطيني بدولة مستقلة عاصمتها القدس وتقرير المصير وحل مشكلة اللاجئين بموجب القرار الأممي 194.
وبعد الخروج من بيروت عام 1982 لعب حواتمة دوراً محورياً في الدفاع عن ائتلاف م.ت.ف. والدفاع عن وحدتها في وجه محاولات الانشقاق والتدمير الذاتي بين جناحي فتح وفصائل الرفض العدمية التي وقعت بعد الخروج من حصار بيروت، ودفعت الجبهة الديمقراطية الثمن الكبير لهذا الموقف بضغوط متتالية من القوى الإقليمية الأخرى.
وواصل دوراً فاعلاً مبادراً في الحلول والبرامج التي تقررت في مؤسسات منظمة التحرير وخاصة قرارات المجلس الوطني الفلسطيني وإعلان الاستقلال / نوفمبر، 1988 وقرارات أسس التسوية السياسية للمجلس الوطني (أيلول / سبتمبر1991)، ومشاريع البديل الواقعي لاتفاقات أوسلو وسياسة الخطوة خطوة (كتاب – أوسلو والسلام الآخر المتوازن 1999، وكتاب ابعد من أوسلو – فلسطين إلى أين؟ 2000).

## أعماله الأدبية
2. المقاومة الفلسطينية والأوضاع العربية – دار الطليعة - بيروت 1969.
3. حملة أيلول والمقاومة الفلسطينية – دروس ونتائج – في النقد الذاتي – تشرين ثاني 1970 – دار الطليعة بيروت.
4. الوضع الراهن ومهام حركة التحرر والتقدم العربية – الاعلام المركزي / بيروت - تموز / 1979.
5. الأوضاع الراهنة، ومهام الثورة الفلسطينية وحركة التحرر العربية – الاعلام المركزي / بيروت – تموز – 1980.
6. مهمات الثورة الفلسطينية بعد غزو لبنان ومعركة بيروت – الاعلام المركزي – كانون أول / 1982.
7. كتاب: حوار بين الجبهة الديمقراطية والطليعة المصرية (لطفي الخولي يحاور حواتمة 11/11/1969).
8. العمل بعد حرب تشرين لدحر الحل الاستسلامي وانتزاع حق تقرير المصير – نايف حواتمة – الاعلام المركزي / بيروت 1973.
9. المهمات الراهنة للثورة الفلسطينية – من اجل دحر الحل الاستسلامي التصفوي وانتزاع حق تقرير المصير – نايف حواتمة – الإعلام المركزي – الجبهة الديمقراطية – بيروت – كانون الثاني 1974.
10. لتتحد جميع القوى الثورية والوطنية – نايف حواتمة – الاعلام المركزي / بيروت _ 1974.
11. الحكومة الثورية المؤقتة – نايف حواتمة – الاعلام المركزي / بيروت – 1975.
12. منظمة التحرير الفلسطينية بين القرار الوطني والتنازلات اليمينية – نايف حواتمة – الاعلام المركزي / بيروت 1977.
13. الc'set pas logique sa – الاعلام المركزي / بيروت 1977.
14. كتاب: التطورات العربية والفلسطينية – اتفاقات كامب ديفيد (وقائع ومهمات) – نايف حواتمة – الاعلام المركزي – 1978.
15. نحو مجابهة حازمة لاتفاقيات كامب ديفيد – نحو موقف موحد لـ م.ت.ف. – نايف حواتمة – الاعلام المركزي / بيروت – 1979.
16. ما العمل بعد قمة عرب عمان – نايف حواتمة – الاعلام المركزي/بيروت– 1981.
17. كتاب: قضايا الثورة الفلسطينية والمرحلة الجديدة – نايف حواتمة – الاعلام المركزي – 1983.
18. حوار حول القضايا الساخنة الفلسطينية والعربية مع نايف حواتمة – الاعلام المركزي – شباط / 1985.
19. كتاب: ازمة منظمة التحرير الفلسطينية – تحليل ونقد الجذور والحلول – نايف حواتمة – الاعلام المركزي – 1986 (عدة طبعات).
20. كتاب: في الوحدة الوطنية الفلسطينية والخروج من ازمة منظمة التحرير – نايف حواتمة – الاعلام المركزي – 1986.
21. كتاب: صيانة الوحدة والتحالفات ومهمات النضال لانتصار الانتفاضة – نايف حواتمة – الاعلام المركزي – آذار 1988.
22. نايف حواتمة يتحدث _ صادر عن داري الكاتب / دمشق والمناهل / بيروت في طبعته الأولى. وعن دار الجليل / عمان في طبعته الثانية وذلك عام 1997. ودار المسار / رام الله / فلسطين في طبعته الثالثة عام 1998.
23. أوسلو والسلام الآخر المتوازن – الصادر عن داري الأهالي بدمشق وبيسان في بيروت عام 1999 بطبعته الأولى. وعن دار الجليل في عمان بطبعته الثانية 1999. ودار المسار/ رام الله فلسطين في طبعته الثالثة 1999.المحروسة/القاهرة/مصر الطبعة الرابعة 2004.
24. أبعد من أوسلو – فلسطين إلى أين؟ الصادر عن داري الأهالي بدمشق وبيسان في بيروت في طبعته الأولى عام 2000. وعن دار الجليل في طبعته الثانية 2000. دار المحروسة/القاهرة/مصر الطبعة الثالثة 2004.
25. أزمة الثورة في الجنوب اليمني. دار الطليعة – بيروت، 1968.
26. الانتفاضة – الاستعصاء… فلسطين إلى أين؟ دار الأهالي/دمشق، ودار بيسان/بيروت الطبعة الأولى 2005، دار الجليل عمان/الأردن الطبعة الثانية 2005، دار الرفاعي/القاهرة/مصر الطبعة الثالثة 2006.

## وصلات خارجية
- الموسوعة - فلسطين - نايف حواتمة (الجزيرة.نت)